# Parliament Square (Londen)
Parliament Square is een plein in de Britse hoofdstad Londen, gelegen ten noordwesten van het Palace of Westminster, het gebouw waar het Britse parlement zetelt. Ook Westminster Abbey en Whitehall grenzen aan het plein.
Het plein bestaat uit een groenstrook in het midden met bomen aan de westzijde. Op het plein staan 12 standbeelden van staatshoofden en andere noemenswaardige politici. Het plein behoort tot de primaire toeristische attracties van Londen. Het is tevens een geliefde locatie voor betogingen. 

## Geschiedenis

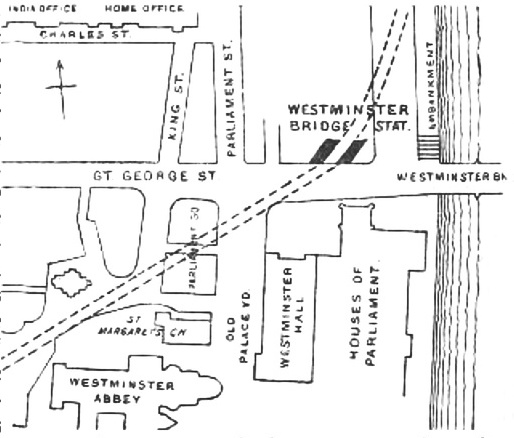
Straten rondom Parliament Square in 1888

Parliament Square werd in 1868 aangelegd met als doel de ruimte rondom het Palace of Westminster opener te maken en zo de doorstroom van het verkeer te verbeteren. De eerste verkeersseinen van Londen waren hier te vinden. Het plein is ontworpen door architect Sir Charles Barry. Tot 1940 stond de Buxton Memorial Fountain hier. In 1950 onderging het plein een herinrichting volgens het ontwerpplan van  George Grey Wornum. De centrale tuin van het plein werd hierbij overgedragen van het parlement naar de Greater London Authority. 
De oostzijde van het plein werd al snel een favoriete plek voor betogingen, omdat deze tegenover een van de hoofdingangen van het Palace of Westminster ligt. Op May Day 2000 werd het plein omgevormd tot een grote volkstuin middels een reclaim the streets-actie van een groep guerrilla gardeners. Vanaf 2 juni 2001 protesteerde  Brian Haw 10 jaar lang onafgebroken op Parliament Square tegen de Britse en Amerikaanse invasie van Irak. In 2005 vaardigde het Britse parlement een wet uit die het strafbaar maakte om zonder toestemming van de Commissioner of Police of the Metropolis betogingen te houden op het plein. 
Op het plein staan twaalf standbeelden. Het standbeeld van suffragette Millicent Fawcett is het enige van een vrouw. Het is ontworpen door Gillian Wearing en is het enige standbeeld op Paliament square gemaakt door een vrouwelijke beeldhouwer. Het is onthuld in 2018, na een publieksactie van Caroline Criado Perez, die erover schreef in landelijke dagbladen en een petitie initieerde om een beeld van een vrouw op Parliament Square te krijgen.

## Standbeelden
De twaalf standbeelden op Parliament Square, tegen de klok in: 
| Foto | Persoon                                                                      | Beeldhouwer            | Onthulling       | Grade    |
| ---- | ---------------------------------------------------------------------------- | ---------------------- | ---------------- | -------- |
|      | Winston Churchill Premier van het Verenigd Koninkrijk 1940–1945 en 1951–1955 | Ivor Roberts-Jones     | 1 november 1973  | Grade II |
|      | David Lloyd George Premier 1916–1922                                         | Glynn Williams         | 25 november 2007 | —        |
|      | Jan Smuts Premier van Zuid-Afrika 1919–1924 en 1939–1948                     | Sir Jacob Epstein      | 7 november 1956  | Grade II |
|      | Henry John Temple, 3rd Viscount Palmerston Premier 1855–1858 en 1859–1865    | Thomas Woolner         | 2 februari 1876  | Grade II |
|      | Edward Smith-Stanley Premier 1852, 1858–1859 en 1866–1868                    | Matthew Noble          | 11 juli 1874     | Grade II |
|      | Benjamin Disraeli, 1st Earl of Beaconsfield Premier 1868 en 1874–1880        | Mario Raggi            | 19 april 1883    | Grade II |
|      | Sir Robert Peel Premier 1834–1835 en 1841–1846                               | Matthew Noble          | 1877             | Grade II |
|      | George Canning Foreign Secretary 1807–1809 en 1822–1827; Premier 1827        | Sir Richard Westmacott | 2 mei 1832       | Grade II |
|      | Abraham Lincoln President van de Verenigde Staten 1861–1865                  | Augustus Saint-Gaudens | juli 1920        | Grade II |
|      | Nelson Mandela President van Zuid-Afrika 1994–1999                           | Ian Walters            | 29 augustus 2007 | —        |
|      | Mahatma Gandhi Indisch onafhankelijkheidsleider                              | Philip Jackson         | 14 maart 2015    | —        |
|      | Millicent Fawcett Strijd voor vrouwenkiesrecht                               | Gillian Wearing        | 24 april 2018    | —        |